# شعب الهو

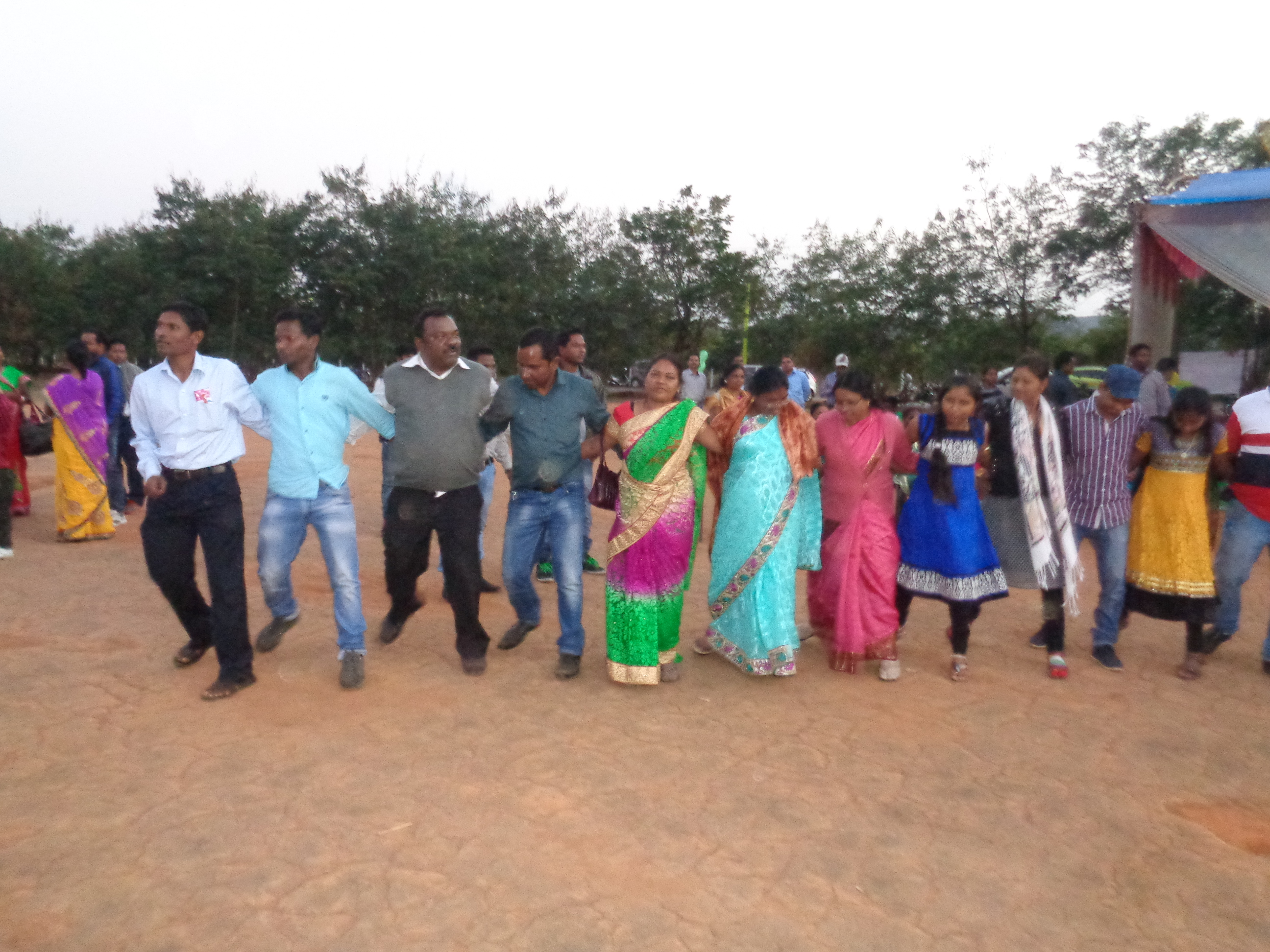

الهوويون هم مجموعة عرقية في الهند وتعيش في ولاية جهارخاند، يبلغ عددهم الكلي حوالي مليون نسمة يعيش حوالي 700 ألف منهم في ولاية جهارخاند وحوالي 200 ألف نسمة يعيشون في ولاية أوديشا ويتكلمون باللغة الهوويوية وأصولهم من الشعوب الموندية ومن عائلتهم سنتال و الكوليون، وأغلبهم يعتنق ديانة السارنا وديانات محلية أخرى.